# Zele rutilus
Zele rutilus är en stekelart som beskrevs av Papp 1997. Zele rutilus ingår i släktet Zele och familjen bracksteklar. Inga underarter finns listade i Catalogue of Life.